# Stiepnoje (Kraj Stawropolski)
Stiepnoje (ros. Степное) – wieś w Rosji, w Kraju Stawropolskim, ośrodek administracyjny rejonu stiepnowskiego. W 2010 liczyła 5611 mieszkańców.